# Bryobia ericoides
Bryobia ericoides är en spindeldjursart som beskrevs av Meyer 1974. Bryobia ericoides ingår i släktet Bryobia och familjen Tetranychidae. Inga underarter finns listade.